# Michał Józef Guzikow
Michał Józef Guzikow (ur. 2 września 1806 w Szkłowie, zm. 21 października 1837 w Akwizgranie) – polski muzyk pochodzenia żydowskiego, wirtuoz ksylofonu.

## Życiorys
Pochodził z ubogiej rodziny grajków żydowskich. Urodził się w Szkłowie na terenie dzisiejszej Białorusi, w majątku generała Zoricza. Jako miejsce jego pochodzenia podawano także Kowno. Początkowo występował Warszawie, grywając w kawiarniach, szynkach i na ulicach. Grał początkowo na cymbałach, później zaś na udoskonalonej według swojego pomysłu harmonice słomianej (prototyp ksylofonu, sporządzony z drewnianych rurek różnej długości i grubości, ułożonych na owiniętych słomą wałkach). W 1834 roku koncertował grając na tym instrumencie w Kijowie, Moskwie i Odessie.
Zachęcony przez Karola Lipińskiego opuścił Warszawę i udał się w tournée zagraniczne. Koncertował w Niemczech, Belgii i Francji. W Paryżu dawał cieszące się popularnością koncerty, występując obok najsłynniejszych ówcześnie solistów. W pałacu królewskim Tuileries grał wspólnie z Friedrichem Kalkbrennerem. Jego grę podziwiali m.in. Felix Mendelssohn-Bartholdy i George Sand. W maju 1835 roku dał koncert w Krakowie. Wykonywał własne kompozycje, w tym fantazje na tematy polskich melodii ludowych. Dokonywał też transkrypcji arii operowych oraz koncertów skrzypcowych i fortepianowych takich kompozytorów jak Carl Maria von Weber i Johann Nepomuk Hummel, dużą popularnością wśród publiczności cieszyła się jego aranżacja Campanelli Niccolò Paganiniego.